# Avigdor Maoz
Avigdor (Avi) Maoz (Hebreeuws: אֲבִיגְדוֹר "אָבִי" מָעוֹז), (Haifa, 6 juli 1956) is een Israëlisch activist en politicus en leider van de Israëlische eenmansfractie Noam, voortgekomen uit de Religieus-Zionistische Partij.
Maoz werd geboren als Avigdor Fischheimer in de wijk Kiryat Shmuelin te Haifa. Hij is de zoon van Holocaustoverlevenden Esther en Israel Fischheimer. In 1975 ging hij in dienst bij de IDF en in 1977 was hij een partner bij het opzetten van de nederzetting Migdal OzinGush Etzion, en was later de secretaris van de kibboets. Tussen 1980 en 1991 studeerde hij aan een jesjiva.
Tijdens de Israëlische parlementsverkiezingen van 1 november 2022 handhaafde hij zich in het parlement.
Op 27 november 2022 heeft Noam hem benoemd tot onderminister in de 37e coalitie onder Benjamin Netanyahu. Als onderdeel van deze overeenkomst zal Maoz een nieuwe organisatie leiden die zich richt op de Joodse identiteit, waaronder de controle over Nativ, een orgaan dat immigratie uit voormalige Sovjetlanden beheert.

## Persoonlijk
Maoz woont in Jeruzalem, is getrouwd en heeft tien kinderen.